# 乌苏站
乌苏站是位于中华人民共和国新疆维吾尔自治区伊犁哈薩克自治州塔城地区乌苏市乌苏镇的一个铁路车站，邮政编码833300。车站建于1988年，有兰新铁路乌阿段经过该站，曾仅办理货运，2019年2月1日恢复办理客运业务，2019年10月12日新站房投入使用。车站及其上下行区间均为电气化区段。车站距离乌鲁木齐站257公里，隶属中国铁路乌鲁木齐局集团，是四等站。